# Rachispoda laureata
Rachispoda laureata är en tvåvingeart som beskrevs av Wheeler 1995. Rachispoda laureata ingår i släktet Rachispoda och familjen hoppflugor. Inga underarter finns listade i Catalogue of Life.